# Groupe E des éliminatoires de la Coupe d'Afrique des nations de football 2019
Le groupe E des qualifications à la Coupe d'Afrique des nations de football 2019 est un des groupes de la phase qualificative pour la phase finale de la Coupe d'Afrique des nations de football 2019. Ce groupe est composé de l'Afrique du Sud, de la Libye, du Nigeria et des Seychelles. Le Nigeria et l'Afrique du Sud terminent aux deux premières places et se qualifient pour la CAN 2019.

## Tirage au sort
Le tirage au sort se déroule le 12 janvier 2017 à Libreville. Les 51 sélections africaines sont classées dans cinq chapeaux selon un classement CAF construit à partir des résultats dans les CAN précédentes.
Le tirage au sort désigne les équipes suivantes dans le groupe E :
- Chapeau 1 : Nigeria (3e du classement CAF)
- Chapeau 2 : Afrique du Sud (17e du classement CAF)
- Chapeau 3 : Libye (26e du classement CAF)
- Chapeau 4 : Seychelles (44e du classement CAF)

## Classement
| Rang | Équipe         | Pts | J | G | N | P | Bp | Bc | Diff |  | Résultats (▼ dom., ► ext.) |     |     |     |     |
| ---- | -------------- | --- | - | - | - | - | -- | -- | ---- |  | -------------------------- | --- | --- | --- | --- |
| 1    | Nigeria        | 13  | 6 | 4 | 1 | 1 | 14 | 6  | +8   |  | Nigeria                    |     | 0-2 | 4-0 | 3-1 |
| 2    | Afrique du Sud | 12  | 6 | 3 | 3 | 0 | 11 | 2  | +9   |  | Afrique du Sud             | 1-1 |     | 0-0 | 6-0 |
| 3    | Libye          | 7   | 6 | 2 | 1 | 3 | 16 | 11 | +5   |  | Libye                      | 2-3 | 1-2 |     | 5-1 |
| 4    | Seychelles     | 1   | 6 | 0 | 1 | 5 | 3  | 25 | -22  |  | Seychelles                 | 0-3 | 0-0 | 1-8 |     |

## Résultats
1re journée
| 9 juin 2017 | Libye                                                                    | 5 - 1 | Seychelles | Petro Sport Stadium, Le Caire |                       |
| 22h00 UTC+2 | Saltou 22e · Benali 26e (pen.) · Elhouni 45+1e · Zaabia 65e · Ellafi 82e | (3-0) | 90e Bobby  | Arbitrage : Baba Leno         | Arbitrage : Baba Leno |
| 22h00 UTC+2 | Rapport                                                                  |       |            | Arbitrage : Baba Leno         | Arbitrage : Baba Leno |

| 10 juin 2017 | Nigeria | 0 - 2 | Afrique du Sud       | Godswill Akpabio International Stadium, Uyo |                              |
| 17h00 UTC+1  |         | (0-0) | 54e Rantie · 81e Tau | Arbitrage : Youssef Essrayri                | Arbitrage : Youssef Essrayri |
| 17h00 UTC+1  | Rapport |       |                      | Arbitrage : Youssef Essrayri                | Arbitrage : Youssef Essrayri |

2e journée :
| 8 septembre 2018 | Afrique du Sud | 0 - 0 | Libye | Stade Moses-Mabhida, Durban |                         |
| 15h00 (UTC+2)    |                | (0-0) |       | Arbitrage : Sidi Alioum     | Arbitrage : Sidi Alioum |
| 15h00 (UTC+2)    | Rapport        |       |       | Arbitrage : Sidi Alioum     | Arbitrage : Sidi Alioum |

| 8 septembre 2018 | Seychelles | 0 - 3 | Nigeria                             | Stade Linité, Victoria    |                           |
| 16h30 (UTC+4)    |            | (0-2) | 15e Musa · 34e Awaziem · 57e Ighalo | Arbitrage : Davies Omweno | Arbitrage : Davies Omweno |
| 16h30 (UTC+4)    | Rapport    |       |                                     | Arbitrage : Davies Omweno | Arbitrage : Davies Omweno |

3e journée :
| 13 octobre 2018 | Nigeria                             | 4 - 0 | Libye | Godswill Akpabio International Stadium, Uyo |                                       |
|                 | Ighalo 4e (pen.) 58e 69e · Kalu 90e | (1-0) |       | Arbitrage : Jean-Jacques Ndala Ngambo       | Arbitrage : Jean-Jacques Ndala Ngambo |
|                 | Rapport                             |       |       | Arbitrage : Jean-Jacques Ndala Ngambo       | Arbitrage : Jean-Jacques Ndala Ngambo |

| 13 octobre 2018 | Afrique du Sud                                                                          | 6 - 0 | Seychelles | FNB Stadium, Johannesbourg          |                                     |
|                 | Hoareau 22e (csc) · Hlatshwayo 24e · Mothiba 26e · Tau 73e · Ndlovu 80e · Mokoena 90+2e | (3-0) |            | Arbitrage : Ring Nyier Akech Malong | Arbitrage : Ring Nyier Akech Malong |
|                 | Rapport                                                                                 |       |            | Arbitrage : Ring Nyier Akech Malong | Arbitrage : Ring Nyier Akech Malong |

4e journée :
| 16 octobre 2018 | Seychelles | 0 - 0 | Afrique du Sud | Stade Linité, Victoria         |                                |
|                 |            | (0-0) |                | Arbitrage : Mfaume Ali Nassoro | Arbitrage : Mfaume Ali Nassoro |
|                 | Rapport    |       |                | Arbitrage : Mfaume Ali Nassoro | Arbitrage : Mfaume Ali Nassoro |

| 16 octobre 2018 | Libye                  | 2 - 3 | Nigeria                   | Stade Taïeb-Mehiri, Sfax (Tunisie) |                          |
|                 | Zubya 34e · Benali 73e | (1-2) | 13e 80e Ighalo · 16e Musa | Arbitrage : Joshua Bondo           | Arbitrage : Joshua Bondo |
|                 | Rapport                |       |                           | Arbitrage : Joshua Bondo           | Arbitrage : Joshua Bondo |

5e journée :
| 17 novembre 2018 | Afrique du Sud | 1 - 1   | Nigeria            | FNB Stadium, Johannesbourg |                            |
|                  | Mothiba 25e    | (1 - 1) | 9e (csc) Mkhwanazi | Arbitrage : Bakary Gassama | Arbitrage : Bakary Gassama |
|                  | Rapport        |         |                    | Arbitrage : Bakary Gassama | Arbitrage : Bakary Gassama |

| 17 novembre 2018 | Seychelles  | 1 - 8 | Libye                                                                                    | Stade Linité, Victoria          |                                 |
|                  | Monnaie 71e | (0-3) | 2e Sabbou · 20e 31e 62e Saltou · 55e Majdi · 58e Elmslaty · 85e Al-Shadi · 90+2e Elhouni | Arbitrage : Ali Mohamed Adelaid | Arbitrage : Ali Mohamed Adelaid |
|                  | Rapport     |       |                                                                                          | Arbitrage : Ali Mohamed Adelaid | Arbitrage : Ali Mohamed Adelaid |

6e journée :
| 22 mars 2019 | Nigeria                                       | 3 - 1 | Seychelles  | Stephen Keshi Stadium, Asaba |                             |
|              | Etebo 35e (pen.) · Onyekuru 50e · Simon 90+1e | (1-1) | 41e Melanie | Arbitrage : Fabricio Duarte  | Arbitrage : Fabricio Duarte |
|              | Rapport                                       |       |             | Arbitrage : Fabricio Duarte  | Arbitrage : Fabricio Duarte |

| 24 mars 2019 | Libye             | 1 - 2 | Afrique du Sud | Stade Taïeb-Mehiri, Sfax (Tunisie) |                                   |
|              | Benali 66e (pen.) | (0-0) | 50e 69e Tau    | Arbitrage : Noureddine El Jaafari  | Arbitrage : Noureddine El Jaafari |
|              | Rapport           |       |                | Arbitrage : Noureddine El Jaafari  | Arbitrage : Noureddine El Jaafari |

## Liste des buteurs
6 buts :
- Odion Ighalo

4 buts :
- Anis Saltou
- Percy Tau

3 buts :
- Ahmad Benali

2 buts :
- Hamdou Elhouni
- Mohamed Zaabia
- Ahmed Musa
- Lebo Mothiba

1 but :
- Rabi Al-Shadi
- Muaid Ellafi
- Salem Elmslaty
- Khaled Majdi
- Motasem Sabbou
- Chidozie Awaziem
- Oghenekaro Etebo
- Samuel Kalu
- Henry Onyekuru
- Moses Simon
- Thulani Hlatshwayo
- Teboho Mokoena
- Dino Ndlovu
- Tokelo Rantie
- Bobby
- Perry Monnaie
- Rody Melanie